# Foula
Foula (del nórdico antiguo: Fugløy) es la isla habitada permanentemente más remota de las islas británicas. Se encuentra ubicada en el grupo de las Shetland, en Escocia. La isla, que ocupa una superficie de 1265 ha, se encuentra en la misma latitud que San Petersburgo.
Foula alberga una población de 38 personas, y el asentamiento más próximo se encuentra a 40 millas a través del Océano Atlántico, lo cual hace de Foula la isla habitada más remota de las islas británicas. Foula es conocida por sus acantilados de 370 metros de altura.
También es donde el RMS Oceanic, un transatlántico de la White Star Line, naufragó en un arrecife cercano. El barco famoso por su lujo, se encontraba sirviendo a la Marina Real británica y fue el primer buque que los aliados perdieron en la Primera Guerra Mundial.
Foula fue también el último lugar donde el idioma norn fue usado como primera lengua. El dialecto local está fuertemente influido por el antiguo nórdico.

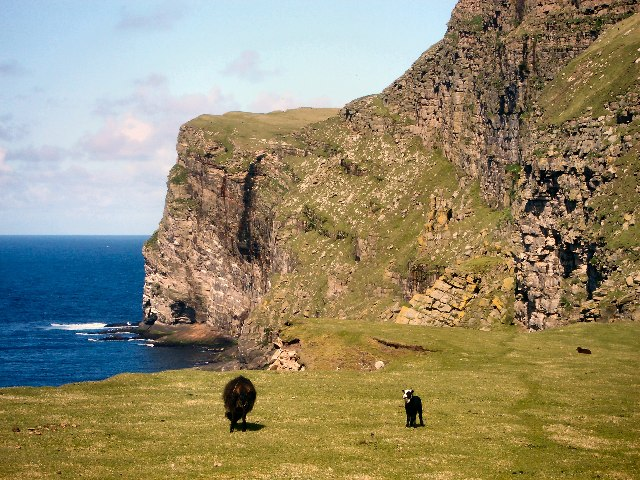
Acantilados en Foula.